# جون مورتون إيفانز
كان الدكتور جون مورتون إيفانز (28 يوليو 1871، تشيربري، شروبشاير - 28 سبتمبر 1956، بريستل)، من هواة جمع الطوابع البريطانيين، وقد وقّع على قائمة هواة جمع الطوابع المتميزين عام 1935. في عام 1953، مُنح مورتون إيفانز ميدالية تيلارد من الجمعية الملكية لهواة جمع الطوابع في لندن لعرضهِ طوابع غيانا البريطانية. وكان رئيسًا لجمعية بريستول وكليفتون لهواة جمع الطوابع التي انضم إليها عام 1898.